# Vila Franca da Beira
Vila Franca da Beira era una freguesia portuguesa del municipio de Oliveira do Hospital, distrito de Coímbra.

## Historia
Fue suprimida el 28 de enero de 2013, en aplicación de una resolución de la Asamblea de la República portuguesa promulgada el 16 de enero de 2013 al unirse con la freguesia de Ervedal, formando la nueva freguesia de Ervedal e Vila Franca da Beira.